# Richard Merton
Pour les articles homonymes, voir Merton.
Richard Merton (né le 1er décembre 1881 à Francfort-sur-le-Main et mort le 6 janvier 1960 dans la même ville) est un industriel un homme politique allemand.

## Biographie
Fils de Wilhelm Merton (en) et Emma Ladenburg, fille d'Emil Ladenburg (en). Il est considéré par Jacques Bergier, comme l'homme le plus important d'Allemagne aux XXe siècle.

## Récompenses
- Médaille Goethe
- Ordre du Mérite de la République fédérale d'Allemagne
- Grande Croix du Mérite de Allemagne de l'Ouest
- Citoyen d'honneur de Francfort